# غرانت كامبل
غرانت كامبل هو محامي وسياسي كندي، ولد في 26 أغسطس 1922 في كورنوال في كندا، وتوفي في 12 مارس 2008 في ساوث غلينغاري في كندا. حزبياً، نشط في الحزب الكندي التقدمي المحافظ. وقد انتخب عضو مجلس العموم الكندي.